# Croce del Giubileo

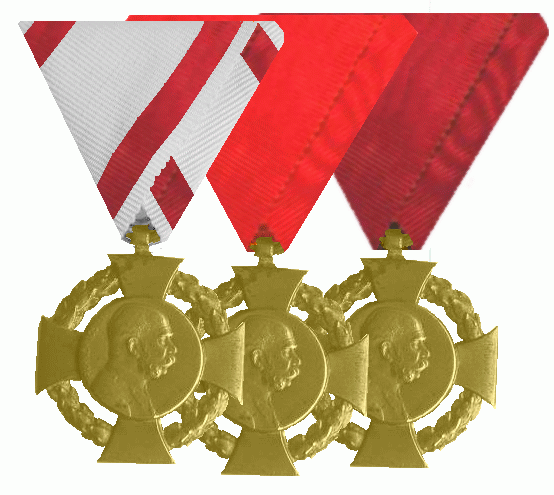
Le tre versioni della Croce del Giubileo del 1908, militare, civile e per i membri della corte imperiale

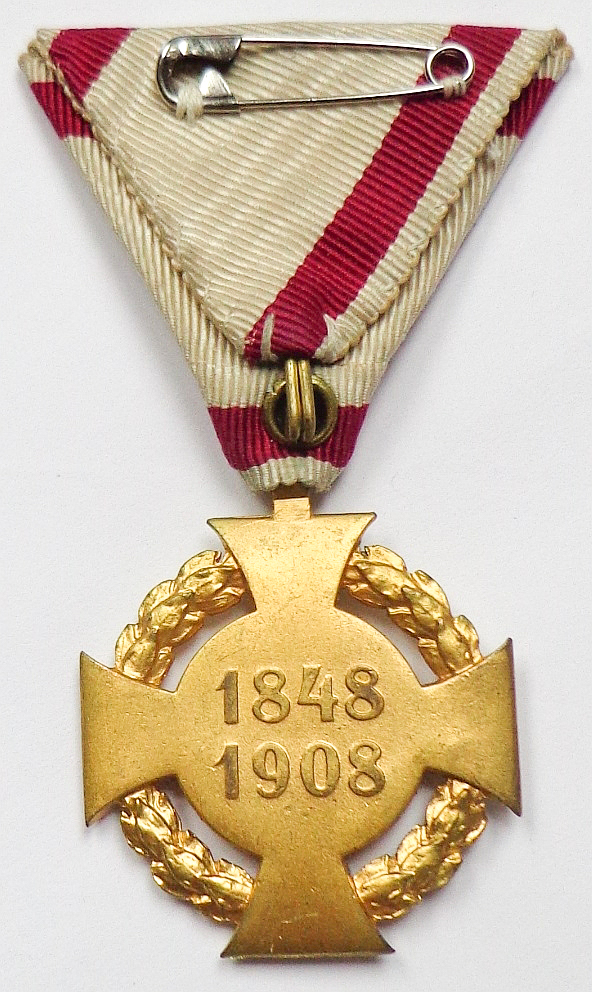
Retro della Croce militare del giubileo.

La Croce del Giubileo (Jubiläumskreuz 1908) fu istituita il 14 agosto 1908 dall'Imperatore Francesco Giuseppe I in occasione del suo 60º anniversario dell'ascesa al trono, che cadeva il 2 dicembre dello stesso anno. Essa era suddivisa in tre versioni: la Militär-Jubiläumskreuz destinata ai membri delle forze armate, la Juliläums-Hofkreuz destinata ai membri della k.u.k. Hofstaates e la Jubliäumskreuz für Zivilstaatsbedienstete riservata al personale dell'amministrazione civile.
La forma della medaglia e del nastro era identica per tutte e tre le varianti, che erano indossate su nastri diversi, ed ogni versione aveva i suoi criteri di assegnazione. 

## Storia
La decorazione venne creata dall'artista e incisore imperiale Rudolf Marschall, ed era costituita da una croce di 37 mm di diametro, le cui braccia erano collegate tra loro da una corona d'alloro. Al centro della croce vi era un medaglione rotondo di 20 mm di diametro, sul quale è raffigurata l'immagine dell'Imperatore, che indossava l'uniforme da feldmaresciallo e l'insegna dell'Ordine del Toson d'oro, rivolta a sinistra. Sul bordo sinistro del medaglione vi era l'iscrizione FRANC IOS I. La parte posteriore della croce era liscia, e sulla parte centrale dello scudo rotondo vi erano incise, su due linee, le date 1848-1908. 
La decorazione era portata appesa ad una fascia triangolare larga 40 mm. La versione destinata alla corte imperiale era portata sul nastro dell'Ordine di Leopoldo, la croce militare su una fascia triangolare larga 40 mm ciascuna con un due righe rosse una a 5 mm e una di 3 mm dal bordo, mentre quella per i funzionari civili su nastro di ponceaurote. Tutte e tre le versioni erano indossate sul lato sinistro del petto.

### Annotazioni
1. ↑  Con questa onorificenza l'imperatore voleva ricordare i suoi passati di militari del 1848, quando aveva combattuto in Italia durante la prima guerra d'indipendenza agli ordini del Feldmaresciallo Josef Radetzky.

### Fonti
1. 1 2 3 4  Stolzer, Steeb 2002, pp. 260-261.